# Gurgy-la-Ville
 Gurgy-la-Ville  là một xã ở tỉnh Côte-d’Or trong vùng Bourgogne-Franche-Comté, phía đông nước Pháp. Xã Gurgy-la-Ville nằm ở khu vực có độ cao trung bình 378 mét trên mực nước biển.